# Acraea aurivilliana
Acraea aurivilliana är en fjärilsart som beskrevs av Felix Bryk 1925. Acraea aurivilliana ingår i släktet Acraea och familjen praktfjärilar. Inga underarter finns listade i Catalogue of Life.